# Валентиновка (Архангельський район)
Валенти́новка (рос. Валентиновка, башк. Мышаткан) — село у складі Архангельського району Башкортостану, Росія. Адміністративний центр Інзерської сільської ради.
Населення — 592 особи (2010; 718 в 2002).
Національний склад:
- росіяни — 68 %